# Fotografie v Singapuru

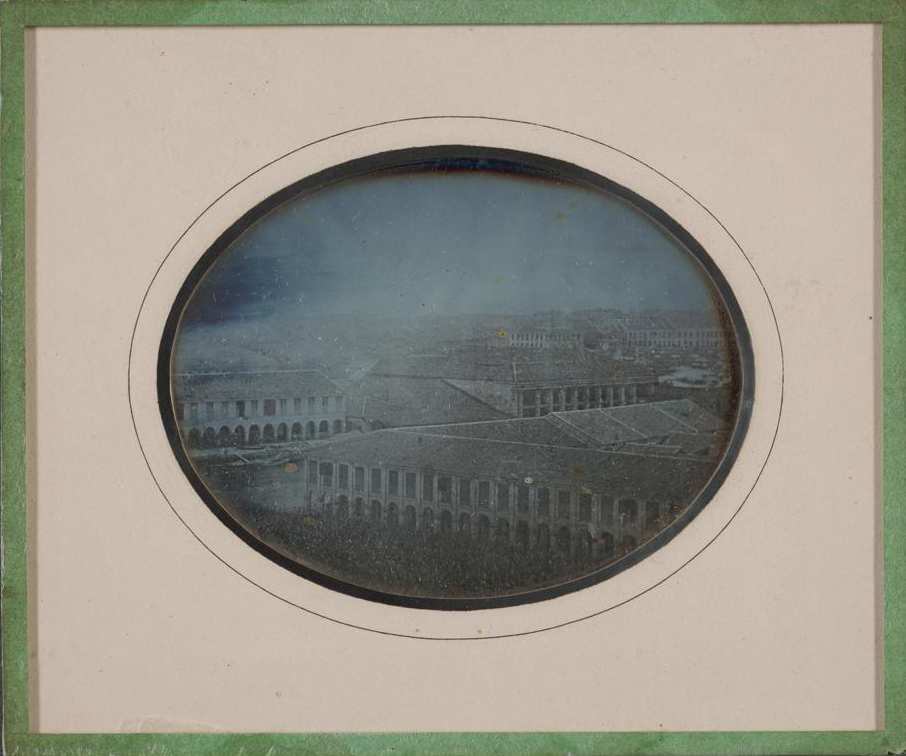
Jules Itier: Daguerrotypie Boat Quay a řeky Singapur, Government Hill, 1844, Národní muzeum Singapuru

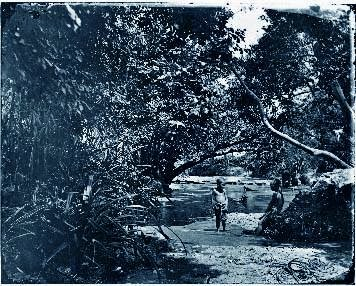
John Thomson: Hrající si děti v potoce, Singapur, asi 1864

Fotografie v Singapuru je součástí singapurského vizuálního umění a formou vizuálního umění v Singapuru nebo s ním spojené od jeho historie až po současnost. Historie singapurského umění zahrnuje domorodé umělecké tradice malajského souostroví a rozmanité vizuální praktiky potulných umělců a migrantů z Číny, indického subkontinentu a Evropy. Historie singapurské fotografie zahrnuje tradice malajského světa; portrétování, krajiny z koloniálního období země; spolu s obrazy a fotografickými postupy objevujícími se v poválečném období. Dnes zahrnuje současné umělecké postupy Singapuru po nezávislosti, jako je performance, konceptuální umění, instalační umění a umění nových médií.

## Počátky fotografie
Nejstaršími dochovanými fotografickými pohledy na Singapur jako britskou kolonjii jsou daguerrotypie francouzského fotografa Julese Itiera z roku 1844 Boat Quay a Singapore River z hory Government Hill. V 19. století byla vedle japonských a čínských fotografických studií založena prominentní studia příchozími ze zahraničí, jako byli August Sachtler, Gustav Richard Lambert nebo John Thomson. Přítomnost fotografických studií dále formovala procesy tvorby obrazu a způsob, jakým byl Singapur reprezentován. Pohledy Augusta Sachtlera & Co. byly pořízeny na Singapuru 20 let po Itierově daguerrotypii, což ilustruje ve fotografii velký pokrok.
Na konci 19. století a na počátku 20. století komerční fotografická studia produkovala fotografie místních obyvatel reprezentujících různá etnika a vytvářela vizuální konvence spojené s těmito identitami. Oblíbené byly také fotografie zachycující různé profese jako jsou kramáři nebo holiči. Zatímco některé fotografie byly pořízeny na zakázku, některé byly sériově vyráběny podle požadavků trhu.

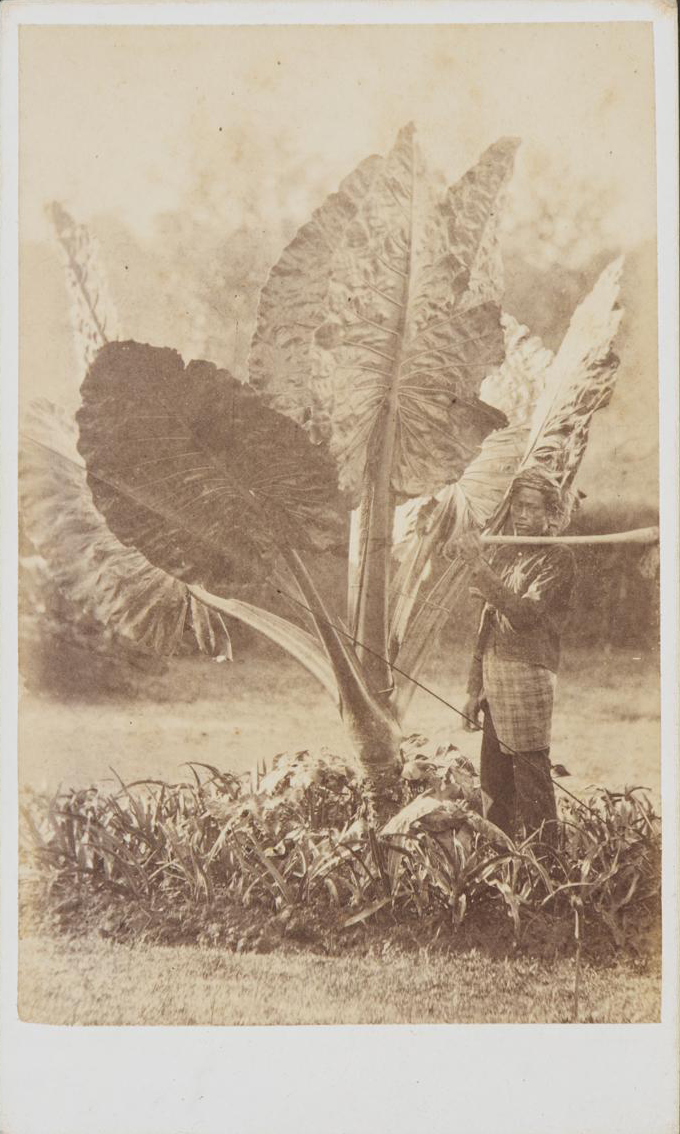
August Sachtler: A Calladium - Tanglin, Singapur, 60. léta 19. století, černobílá fotografie, sbírka Národního muzea Singapuru
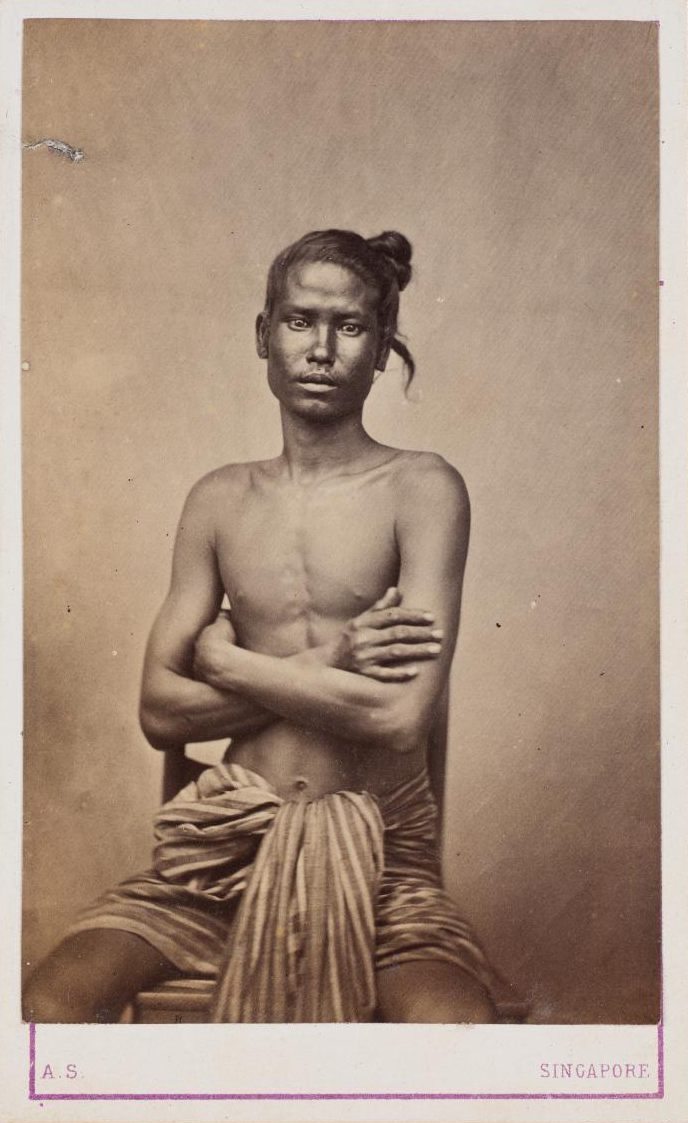
August Sachtler: Bez názvu (portrét muže) ze série 20 cartes-de-visite portrétů, 60. léta 19. století, sbírka Národního muzea v Singapuru
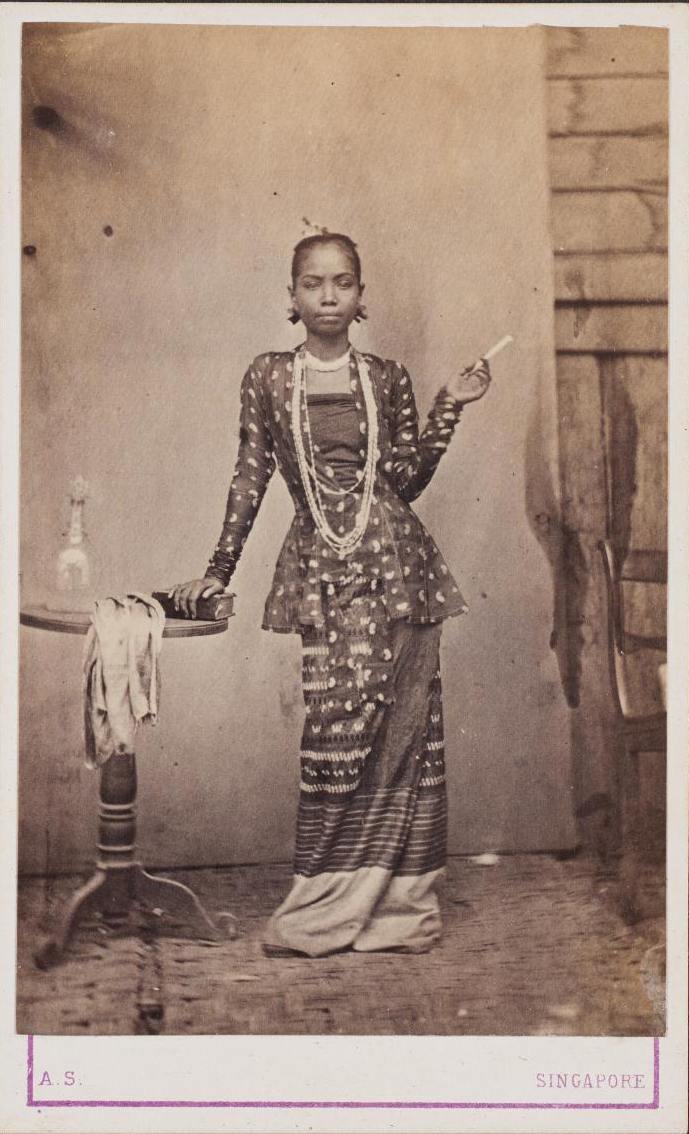
August Sachtler: Bez názvu (portrét ženy) ze série 20 cartes-de-visite portrétů, 60. léta 19. století, sbírka Národního muzea v Singapuru

## Piktorialismus a salonní fotografie (50.–60. léta 20. století)
V Singapuru znamenalo fotografické hnutí piktorialismu počátky moderní praxe fotografie jako plně sebevědomé umělecké formy. Zatímco dřívější piktorialistické fotografy v Evropě a Severní Americe vedla touha po uznání fotografie jako umění, singapurští fotografové nečelili stejnému tlaku legitimizovat fotografii jako umění. Byla to Singapurská umělecká společnost, která v roce 1950 uspořádala první fotografický salon, což znamenalo, že fotografie byly již zvažovány v kontextu „umění“. Umělecká společnost měla také „Fotografickou skupinu“, která prezentovala výstavy a předkládala tisky do různých salonů. V Singapuru byla fotografie pravidelně vystavována vedle obrazů na výstavách již v roce 1951.
Tento nedostatek napětí mezi malbou a fotografií znamenal, že singapurští fotografové byli mnohem otevřenější vůči různým fotografickým stylům. Piktorialismus v Singapuru je tak viděn jako „prosazení individuálního vyjádření, které se projevilo jako zřetelný pluralismus stylů a námětů“, s důrazem na „výraz a krásu“.
Singapore Camera Club byl založen v roce 1950 a v roce 1953 inicioval výstavu Pan-Malayan Photographic Exhibition. Klub byl později přejmenován na Fotografickou společnost Singapuru (PSS) a převzal organizaci Otevřené fotografické výstavy, v roce 1957 ji přejmenoval na Singapurský mezinárodní salon a zvětšil svou velikost a pověst.
Některé postupy piktorialistické fotografie v té době sahají od zmanipulovaných fotomontáží od Lee Lima (který vlastnil fotografické studio v Tiong Bahru) a Tang Yao Xun; na „přímé“ realistické fotografie Wu Peng Senga a Yip Cheong Fun. V tomto období byli také aktivní fotografové jako Lee Sow Lim, Lim Kwong Ling nebo Chua Tiag Ming.
Piktorialistická fotografie v Singapuru se často překrývala se studiovou a komerční fotografií, přičemž odborníci z praxe jako známý piktorialistický fotograf Chua Soo Bin fotografovali reklamní kampaně a Tan Siong Teng pracoval jako fotograf pro čínské noviny Nanyang Siang Pau. Mezi další příklady patří piktorialistický fotograf Tan Lip Seng, který byl lékařským fotografem v National University of Singapore Hospital, a Foo Tee Jun, který fotografoval zpěváky v Life Records a později se stal fotografem pro ministerstvo životního prostředí.